# Barthold Theodoor Willem van Hasselt

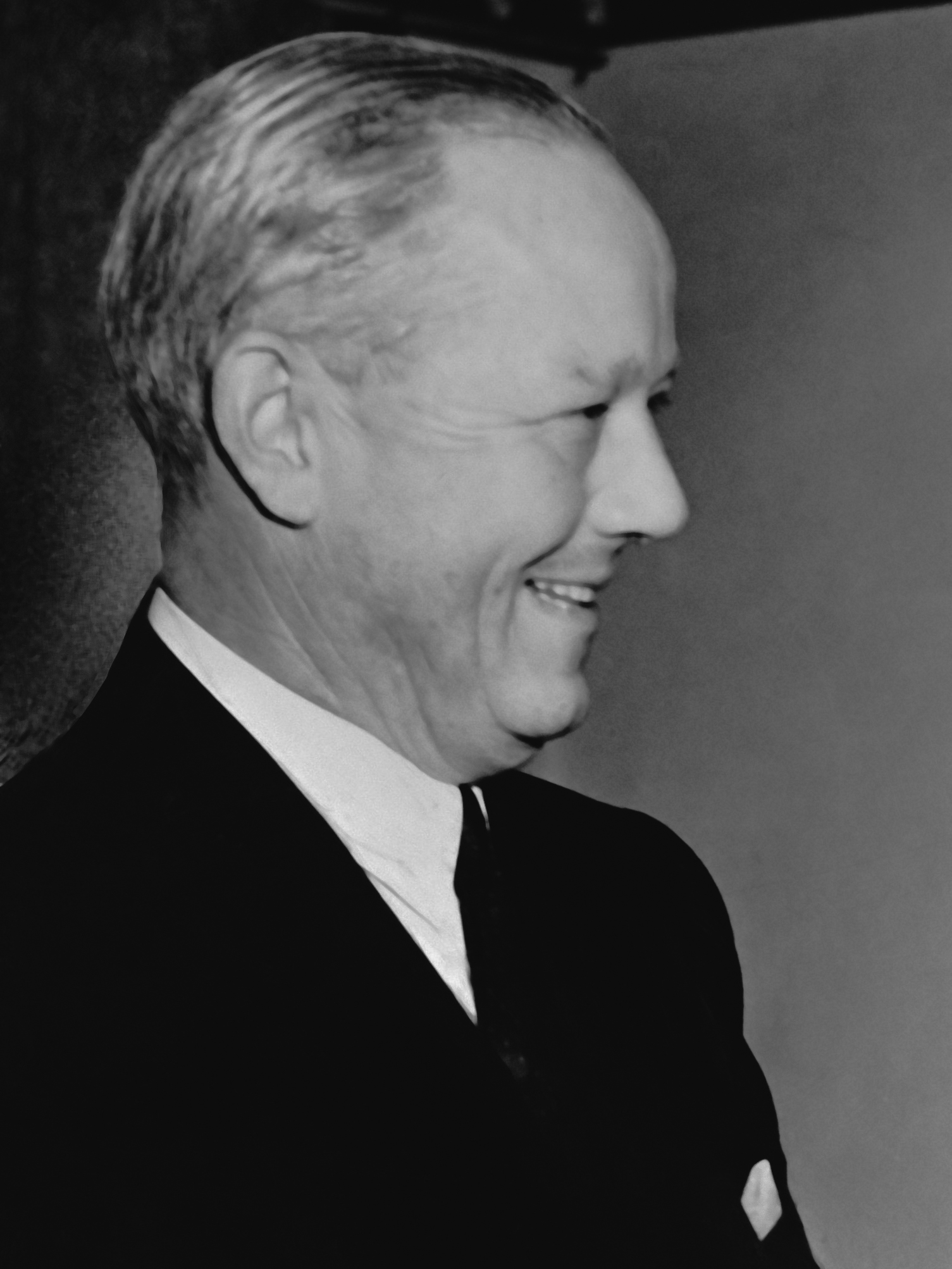
Barthold Theodoor Willem van Hasselt (1948)

Barthold Theodoor Willem van Hasselt (Leiden, 7 november 1896 - Wassenaar, 5 augustus 1960) was een Nederlands bestuurder in Nederlands-Indië en president-directeur van Shell.

## Familie
Mr. B.Th.W. van Hasselt was een lid van de familie Van Hasselt en een zoon van arts dr. Sjoerd Folkert Willem van Hasselt (1868-1934) en Marie Elise Prins (1875-1949). Hij trouwde in 1920 met Elisabeth Henriette Versteegh (1898-1957) en in 1938 met Marion Elisabeth Davidson (1892-1992). Uit het eerste huwelijk werden twee dochters geboren: Anna Margaretha van Hasselt (1922-1931) en Elisabeth Henriette van Hasselt (1927-2014). De laatste trouwde in 1951 met Albert Friedrich Paul Freiherr von Westenholz (1921-2011), hertrouwde in 1960 met voordrachtskunstenaar Albert Vogel jr. (1924-1982) en vervolgens in 1988 met architect ir. Rutger Dirk Bleeker (1920-2016); ze is de moeder van kunsthistorica dr. Caroline de Westenholz (1954).

## Loopbaan
Van Hasselt studeerde rechten te Leiden en promoveerde in 1919. Hij werd daarna hoofdambtenaar bij de NV Koninklijke Nederlandsche Maatschappij tot exploitatie van Petroleumbronnen in Nederlands-Indië. Vervolgens werd hij daar hoofdvertegenwoordiger van de Bataafse Petroleum Maatschappij. Per 1 januari 1934 werd hij bankier en tweede plaatsvervangend directeur bij de Javasche Bank. Op 28 december 1933 was hij ook benoemd tot lid van de Volksraad (Nederlands-Indië) en was daarin gedurende jaren lid van de zogenaamde Economische Groep. In 1938 werd Van Hasselt algemeen directeur van de Mexican Eagle te Mexico, waarin de belangen van de Koninklijke Shell waren ondergebracht. In 1944 werd hij benoemd tot directeur bij de Koninklijke Nederlandsche Maatschappij tot exploitatie van Petroleumbronnen in Nederlands-Indië en in 1949 tot directeur-generaal van de "Koninklijke", van Shell, als opvolger van Guus Kessler jr.(1888-1972), de zoon van Shell-oprichter J.B.Aug. Kessler; eind 1951 trad hij af als president-directeur van Shell. Daarna bekleedde hij nog verschillende commissariaten zoals bij Akzo en Hoogovens en was voorzitter van de Raad van Commissarissen van Billiton.

### Onderscheidingen
- Bronzen medaille voor menslievend hulpbetoon (1919)
- Kings medal (1949)
- Ridder in de Orde van de Nederlandse Leeuw (1950)
- Commandeur in de Orde van Oranje-Nassau (1952)
- Erelid van de Maatschappij voor Handel en Nijverheid (1960)